# Volume 1 (The Bats)
Volume 1 è un cofanetto di album musicali del gruppo The Bats pubblicato in Nuova Zelanda e negli Stati Uniti d'America dalla Flying Nun Records nel 2014. Il primo disco ristampa la compilation Compiletely Bats pubblicata originariamente nel 1987 come audiocassetta e che raccoglieva tutti i brani pubblicati in formato extended play dal 1984 al 1986 (tranne il brano My Way che non era stato allora inserito ma che è invece presente in questa nuova edizione), con i brani presenti nel singolo Block of Wood del 1987 e con alcune versioni inedite di brani già pubblicati; il secondo CD è la ristampa del primo album LP, Daddy's Highway, del 1987, e il terzo del secondo LP, The Law of Things, del 1988, con l'aggiunta dei brani presenti nell'EP dello stesso anno, 4 Songs, nel singolo Smoking Her Wings e di due brani inediti risalenti alle registrazioni dell'album del 1988.

## Track list
CD 1 - Compiletely Bats
1. Made Up In Blue
2. Neighbours
3. Chicken Bird Run
4. Jewellers' Heart
5. I Go Wild
6. Blindfold
7. Mad On You
8. By Night
9. Earwig
10. Claudine
11. United Airways
12. Man In The Moon
13. Trouble In This Town
14. Joes Again
15. Offside
16. My Way
17. Calm Before The Storm
18. Candidate
19. Block Of Wood (Demo 1)
20. Block Of Wood (Demo 2)
21. Daddy's Highway (Drum Machine Version)

CD 2 - Daddy's Highway
1. Block Of Wood
2. Miss These Things
3. Mid City Team
4. Some Peace Tonight
5. Had To Be You
6. Daddy's Highway
7. Treason
8. Sir Queen
9. Round And Down
10. Take It
11. North By North
12. Tragedy

CD 3 - The Law Of Things
1. Other Side Of You
2. Law Of Things
3. Never Said Goodbye
4. Yawn Vibes
5. Time To Get Ready
6. Ten To One
7. Mastery
8. I Fall Away
9. Cliff Edge
10. Nine Days
11. Bedlam
12. Smoking Her Wings
13. North By North (Remix)
14. Straight Through My Heart
15. Get Fat
16. Best Friends Brains
17. Passed By
18. Downfall
19. Check Check
20. Is That All I Get For My Heart